# Спільна стратегія
Спільна стратегія (англ. Common Strategy) — новий інструмент, запроваджений у рамках спільної зовнішньої та безпекової політики (СЗБП) Амстердамським договором. Відповідно до нової статті 13 Договору про Європейський Союз, Європейська Рада визначає принципи і загальні напрямки СЗБП і вирішує, які спільні стратегії має запровадити Союз у сферах важливих спільних інтересів. Конкретно спільна стратегія визначає завдання, терміни виконання та ресурси, які потрібно задіяти Союзу і країнам-членам. Реалізацією спільних стратегій опікується Рада, зокрема шляхом ухвалення спільних дій та спільних позицій. 1999 року Європейська Рада ухвалила перші дві спільні стратегії ЄС — стосовно Росії (червень) і стосовно України (грудень).